# Zdeněk Kudělka (historik umění)
Zdeněk Kudělka (4. prosince 1926 Brno – 18. listopadu 2000 Brno) byl český a moravský historik a teoretik výtvarného umění a architektury. Věnoval se zejména románské, barokní a moderní architektuře. Jako vysokoškolský pedagog byl jednou z nejvýraznějších osobností uměnovědné katedry Filozofické fakulty Masarykovy univerzity v Brně.

## Život
Po maturitě na gymnáziu v Brně na Slovanském náměstí vystudoval v letech 1945–1949 dějiny umění (u profesorů Václava Richtera a Alberta Kutala) a klasickou archeologii (prof. Gabriel Hejzlar) na Filozofické fakultě Masarykovy univerzity, kde získal titul PhDr. Již během studií působil jako asistent, později odborný asistent semináře dějin umění. V 50. letech byl však z tzv. kádrových důvodů donucen k odchodu z akademické půdy.
Od roku 1957 byl aktivním kritikem a teoretikem současného výtvarného umění a spoluzakládajícím členem tvůrčí skupiny Brno 57 (spolu s dalšími teoretiky a historiky umění Petrem Spielmannem a Jaromírem Zeminou). 
V letech 1964–1969 se jako vysokoškolský pedagog vrátil nejprve do Olomouce na Univerzitu Palackého (katedra výtvarné výchovy) a pak opět na brněnskou univerzitu, kde působil až do roku 1992.
V roce 1965 obhájil titul kandidát věd (CSc.), v roce 1969 se stal docentem, v roce 1990 byl jmenován profesorem.
Jeho první manželkou byla pianistka Zdenka Průšová (* 27. dubna 1928 Brno). Druhou manželkou byla PhDr. Lenka Kudělková, roz. Krčálová (2. května 1958 Kuřim – 16. února 2024 Brno), rovněž historička umění, zaměřená na brněnskou meziválečnou architekturu.
Zemřel v Brně 18. listopadu 2000 krátce před svými 74. narozeninami.

## Dílo
Věnoval se zejména románské, barokní a moderní architektuře především na Moravě.